# Zilliacus
Zilliacus är en finländsk släkt känd från 1600-talet. Den härstammar från köpmannen i Nyen, Conrad Ziliaks och kom till Finland i början av 1700-talet. 

## Personer ur släkten
- Benedict Zilliacus, författare och översättare
- Bruno Zilliacus, friidrottare
- Clas Zilliacus, litteraturvetare
- Emil Zilliacus, författare
- Henrik Zilliacus, filolog
- Jutta Zilliacus, journalist och politiker
- Konrad "Konni" Zilliacus den äldre, aktivist och författare
- Konrad "Konni" Zilliacus den yngre, politiker
- Lasse Zilliacus (född 1941), översättare
- Linda Zilliacus, skådespelare
- Margareta Zilliacus, operasångerska
- Margherita Zilliacus, feminist
- Tobias Zilliacus, skådespelare
- Wilhelm Zilliacus, ämbetsman
- Wilhelm Zilliacus, läkare